# Condado de Lincoln (Novo México)
O Condado de Lincoln é um dos 33 condados do Estado americano do Novo México. A sede do condado é Carrizozo, e sua maior cidade é Carrizozo. O condado possui uma área de 12 513 km² (dos quais 1 km² estão cobertos por água), uma população de 19 411 habitantes, e uma densidade populacional de 2 hab/km² (segundo o censo nacional de 2000). O condado foi fundado em 1869. O Condado é famoso por ter sido cenário da Guerra do Condado de Lincoln por volta de 1878. Da qual se destacou o lendário pistoleiro Billy the Kid. A história desse conflito é bem retratada no filme "Young Guns: Jovens Pistoleiros" de 1988, estrelando Emilio Estevez no papel de Billy the Kid, além de Jack Palance, Kiefer Sutherland e Lou Diamond Phillips.